# Унђаска (Вербано-Кузио-Осола)
Унђаска је насеље у Италији у округу Вербано-Кузио-Осола, региону Пијемонт.
Према процени из 2011. у насељу је живело 67 становника. Насеље се налази на надморској висини од 599 м.